# BINGO PARTY
BINGO PARTY（ビンゴパーティー）は、セガ（後のセガ・インタラクティブ）のメダルゲームで、ビンゴゲームとして1992年に発売された。

## 概要
筐体中央部に抽選機構のカプセルがあり、1から24の番号とスペシャルボール(以下SPと略す)、計25個のボールが入っている。
抽選機構の両側に各5席(5+5)のサテライトがあり、そこでゲームを行う。
尚、サテライト部分はロイヤルアスコットからの共用部分が多く、フェニックス、マルチカードまでシリーズ内でのコンバージョンKIT販売がされていた。
ゲームは(工場出荷時において)5枚以上BETすることで参加となる。
参加すると、BETTIMEのあいだに、カードを1枚選ぶことができる。カードの違いは、カード上のSPスポットの個数にあり、カードの番号はSPスポットの個数と同じである。SPが抽選されるとカードのSPスポットがすべて有効となる。
BETTIMEが終了するとフィーチャーとしてEXTRASPOT(最高2個)とBINGOLINE(縦の指定された列のみ配当が2倍、1.5倍になる)が抽選される。1.5倍時のビンゴでの小数点未満の配当は切捨てとなる。SPが抽選された場合他のカードに比べ恩恵の薄いカードNo.1と、SPが入らないとビンゴできない配列になっているカードNo.5はEXTRASPOTのフィーチャーがつく確率が高い。
ビンゴするとそこでゲーム終了となり、12球すべてを抽選し終わると配当を受けることができる。ただし、たとえ複数列ビンゴしていても、配当が支払われるのは最初にビンゴした列を対象とした配当である(先に斜めが揃った後に、ボーナス縦ラインが揃っても配当は増加しない)。
1ゲームに12球抽選される。ただし、前半6球を抽選した時点で、カプセルは一時停止し、逆回転となる。（この時にBGMも変化する。）
オッズ(工場出荷時のもの)
- 3球目　200倍
- 4球目　100倍
- 5球目　40倍
- 6球目　20倍
- 7球目　12倍
- 8球目　7倍
- 9球目　4倍
- 10球目　3倍
- 11球目　2倍
- 12球目　1倍

## ポイント
1. ボールの判別
ボールは、5個ごとに色のグループ分けがなされている。赤色は1から5、緑色は6から10、水色は11から15、黄色は16から20、そしてオレンジ色は21から25である。なお、SP(★)は金色である。このため、転がっていてボールの番号が判読しがたい状態であっても、ある程度の目星がつけられるようになっており、また、各サテライトでのリーチ表示(One to WIN)されるボールのグラフィックは、色を込みにした表現となっている。

## 音楽
曲はオリジナルとなっており、全部で3種類の曲が用意されている。使用されるシーンは、BETを受け付けているとき、抽選(前半)、抽選(後半)である。後継作のMULTICARDでも同じ曲が使われているが、後半BGMのテンポが若干早くなっている。